# Симфонія № 86 (Гайдн)
Симфонія № 86, ля мажор Йозефа Гайдна, написана 1786 року.
Структура:
1. Adagio, 3/4 – Allegro spiritoso, 4/4
2. Capriccio: Largo, 3/4
3. Menuetto: Allegretto, 3/4
4. Finale: Allegro con spirito, 4/4

Склад оркестру:

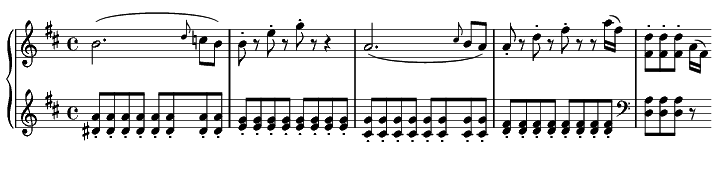
початок симфонії №86

флейта, два гобої, два фаготи, дві валторни, дві труби, клавесин і струнні.

## Ноти і література
- Symphony No. 86: Ноти на сайті International Music Score Library Project.
- Robbins Landon, H. C. (1963) Joseph Haydn: Critical Edition of the Complete Symphonies, Universal Edition, Vienna